# Veenendaal-Veenendaal 1992
La Veenendaal-Veenendaal 1992, settima edizione della corsa, si svolse il 27 agosto su un percorso di 208 km, con partenza e arrivo a Veenendaal. Fu vinta dall'olandese Jacques Hanegraaf della squadra Panasonic-Sportlife davanti al belga Hendrik Redant e all'altro olandese Rob Harmeling.

## Ordine d'arrivo (Top 10)
| Pos. | Corridore             | Squadra             | Tempo    |
| ---- | --------------------- | ------------------- | -------- |
| 1    | Jacques Hanegraaf     | Panasonic-Sportlife | 5h07'54" |
| 2    | Hendrik Redant        | Lotto               |          |
| 3    | Rob Harmeling         | TVM-Sanyo           |          |
| 4    | Wiebren Veenstra      | Buckler             |          |
| 5    | Wilfried Peeters      | Telekom             |          |
| 6    | Henk Lubberding       | Panasonic-Sportlife |          |
| 7    | Alain Van Den Bossche | TVM-Sanyo           |          |
| 8    | Jelle Nijdam          | Buckler             |          |
| 9    | Peter De Clercq       | Lotto               |          |
| 10   | Jo Planckaert         | Panasonic-Sportlife |          |